# Boncourt (Aisne)
Boncourt es una comuna francesa, situada en el departamento de Aisne, de la región de Alta Francia.

## Demografía
| 332 | 290 | 233 | 232 | 237 | 225 | 233 | 260 |
| Para los censos de 1962 a 1999 la población legal corresponde a la población sin duplicidades (Fuente: INSEE [Consultar]) |     |     |     |     |     |     |     |